# Songshugou (sockenhuvudort i Kina, Heilongjiang Sheng, lat 49,34, long 128,63)
Songshugou (kinesiska: 松树沟, 松树沟乡) är en sockenhuvudort i Kina. Den ligger i provinsen Heilongjiang, i den nordöstra delen av landet, omkring 430 kilometer norr om provinshuvudstaden Harbin. Antalet invånare är 5 978. Befolkningen består av 2 942 kvinnor och 3 036 män. Barn under 15 år utgör 13,0 %, vuxna 15-64 år 79 %, och äldre över 65 år 6,0 %.
Runt Songshugou är det mycket glesbefolkat, med 6 invånare per kvadratkilometer. Närmaste större samhälle är Chelu, 16,0 km nordost om Songshugou. Omgivningarna runt Songshugou är en mosaik av jordbruksmark och naturlig växtlighet.
Genomsnittlig årsnederbörd är 832 millimeter. Den regnigaste månaden är juli, med i genomsnitt 203 mm nederbörd, och den torraste är januari, med 12 mm nederbörd.